# Vaggeryds IP
Vaggeryds IP är en idrottsplats i Vaggeryd i Sverige. Konstisbanan invigdes år 1985. Vaggeryds IP är hemmaarena för Waggeryds IK i bandy och fotboll. Idrottsplatsen består sammanlagt av fyra planer.

### Fotnoter
1. ↑  Christian Ahlin (25 juli 2019). ”Allsvenskt meriterade Waggeryds IK har inlett säsongen starkt” (på svenska). Jönköpings-Posten. https://www.jp.se/article/allsvenskt-meriterade-waggeryds-ik-har-inlett-bandysasongen-starkt/. Läst 25 juli 2019.